# Tamara De Lempicka
Tamara Łempicka, poznata i kao Tamara de Lempicka (16. maj 1898. – 18. mart 1980) bila je poljska art deko slikarka i „prva žena slikar koja je postala glamurozna zvezda“. Pod uticajem kubizma, Lempicka postaje vodeći predstavnik art deko stila na dva kontinenta, i omiljeni umetnik većine holivudskih zvezda, poznata kao „baronesa sa četkom“. Bila je omiljena moderna slikarka portreta njene generacije među buržoazijom i aristokratijom.

## Porodica
Tamara Lempicka je rođena kao Maria Górska u Varšavi 1898. a umrla je u Meksiku 1980. godine. Njen otac, Boris Gurvik-Gorski je bio bogati ruski trgovac ili industrijalac, dok je njena majka, Malvina Dekler, došla iz bogate poljske porodice. Tamara i njeni brat i sestra, Adrienne i Stanczik, odrastali su sa majkom i njenim roditeljima u Varšavi. 
Tamarin otac je nestao iz njenog života kada je imala samo nekoliko godina i okolnosti njegovog odlaska su ostale duboko skrivene tajne umetnice. Ona je tvrdila da su njeni roditelji razvedeni, ali se veruje da je Boris Gorski počinio samoubistvo. Kada je odrasla, Tamara je volela da naglasi da je ona Poljakinja. 
1911. godine Tamara se preselila u Sankt Peterburg da živi sa svojim rođacima Stefa i Maurici Stifer. Na Akademiji likovnih umetnost pohađala je časove crtanja, i uveliko uživala u društvenom i kulturnom životu. Stifers ju je često vodio na baletske predstave, ekskluzivne koncerte, opere i recitale. Na jednom od elitnih sanktpeterburških balova Tamara je upoznala svog muža Tadeuša Lempickog, mladog advokata i socijalistu. Tamara se udala za Tadeuša u Sankt Peterburgu 1916. godine; njihova ćerka Marija Kristina, zvana Kizet, rođena je iste godine. Tadeuš Lempicki je uhapšen tokom ruske revolucije 1917. godine. Nakon što je pušten iz zatvora, on i Tamara sastali su se u Danskoj, gde ostaju do leta 1918. godine nakon čega odlaze u Pariz.

## Početak
Tamara Lempicka je počela svoje učenje u ateljeu Morisa Denisa na Akademiji Ranson u Parizu. On je bio zahtevan i disciplinovan nastavnik pod čijim patronatom su učenici savladali osnove kompozicije pejzaža. Njegovi pogledi na umetnost i njegov slikarski rad, pre svega, vezanost za estetske i dekorativne elemente, nisu bili bez značaja. Ipak, saveti koje je Tamari dao sledeći učitelj, Andre Lot, slikar, dekorater, kritičar i teoretičar umetnosti, pokazali su se od suštinske važnosti u Lempickinom radu. Lot je promoter modernizacije, salon slikarstva pomoću principa eksperimentalnog slikarstva iz impresionističkih ideja koje se tiču boje, do kubističkih konstrukcija prostora unutar slika. Rad Andrea Lota nije imao ništa zajedničko sa avangardnim istraživanjima tada prisutnih u slikarstvu, njegov cilj je bio da napravi kompromis, prijatan oblik koji bi dočarao konzervativan ukus bogate buržoazije, pružajući im utisak da su kupili slike koje "idu u korak sa vremenom".
Najviše od svega, u Lotovom studiju Lempicka je naučila kako da vešto spaja savremene oblike ilustracije sa tradicionalnim slikarstvom. Njeni radovi su označeni kao post-kubistička stilizacija, oblici napravljeni od pojednostavljenih blokova, ali uređeni u skladu sa klasičnim redom. Lempicka je proširila svoje interesovanje za umetničke tradicije. Fascinirana renesansom odlazi u Italiju da proučava dela starih majstora. Inspirisana ovim umetničkim časovima odlučila je da koristi svetle, jasne i žive boje, završavajući svaki detalj svojih slika sa izuzetnom preciznošću. Stilizovane, često manirističkih forma i figura dale su dekorativan kvalitet njenim radovima. Spoj tradicije i modernizma, kao i pomenuti dekorativni elementi – sve veoma prijatno za oči tadašnje publike – doveo je do izuzetne popularnosti slikarke. Sredinom 1920-ih, na vrhuncu art deko estetike, Lempicka je počela da gradi svoj put ka vrhu. Ona je izlagala svoje radove u salonima Pariza i u inostranstvu, uključujući i Poljsku.

## Na vrhu
Njena popularnost je ubrzo donela i finansijski uspeh. Estetska razvijenost Lempicke laskala je ukusu bogate buržoazije. Ona je uglavnom bila fokusirana na portrete i stil života, ali je slikala i aktove. Aktovi su dizajnirani tako da ukrase salone buržoazije. Žene aristokrata i supruge bogatih industrijalaca tražile su svoje portrete u velikom broju. Broj ovih naloga dovelo je do gotovo masovne proizvodnje slika. U to vreme bi Lempicka provodila i do dvanaest sati dnevno slikajući. Likovni kritičari, međutim, tretirali su njene radove bez oklevanja. Mišljenja kritičara su bila podeljena, od onih koji su njene slike okarakterisali kao „na ivici kiča i granici greha“ do onih koji su je nazivali „propagatorom perverznog slikarstva“ ističući jasno homoerotski karakter njenih slika. Ipak, ovaj aspekt njenog slikarstva doneo joj je popularnost i interesovanje na globalnom nivou.
Neosporiv kvalitet Lempickine umetnosti leži u njenoj sposobnosti da tumačenje sveta koji je okružuje prevede i prilagodi na jezik slikarstva. Njeni portreti čine galeriju savremenih vrsta, njenih svakodnevnih heroja, uključujući i one koji su bili deo društvene i kulturne elite. Njen autoportret Tamara u Zelenoj Bugatti iz 1929. godine može se posmatrati kao simbolična slika jedne emancipovane žene tog vremena. Članak u La Pologne primetio je da su Lempickini "modeli moderne žene koje ne znaju za licemerje ni sram buržoaske moralnosti. One su preplanule od sunca i vetra, a njihova tela su gipka kao i ona iz Amazonije."Njen način života je daleko od opšteprihvaćenih društvenih normi. Lempicka nije krila ni jednu ljubavnu aferu, bilo da su muškarci ili žene u pitanju. Njeno dobro poznato poznanstvo sa Gabrijeleom D'Anunciom izazvalo je krizu koja je dovela do razvoda 1927. godine.
Lempicka se ponovo udala 1934. godine za barona Roula Kufnera, vlasnika najvećeg imanja u Austrougarskoj. Pošto je predosetila dolazak Drugog svetskog rata, nagovorila je barona da proda svoja imanja u istočnoj Evropi i novac prebaci u Švajcarsku.

## Kasniji život
U zimu 1939. godine, Lempicka i njen suprug su se preselili u Sjedinjene Američke Države. Ona je odmah organizovala izložbu u Njujorku, iako su živeli na Beverli Hilsu. 1940. godine Lempicka je postaje omiljeni slikar holivudskih zvezda, društvene i finansijske elitom. Godine 1943, par se seli u Njujork. Iako je nastavila da živi sa stilom, njena popularnost kao slikarke u velikoj meri je opala. Još neko vreme je nastavila da slika u svom prepoznatljivom stilu, iako su teme bile proširene na mrtvu prirodu ili čak apstrakciju. Iako je na kraju je usvojila novi stil, koristeći špahtlu umesto četkice, njeni novi radovi nisu bili dobro primljeni na izložbi 1962. godine u Iolas galeriji, te Lempicka čvrsto odlučuje da nikada više ne izloži svoje radove i da se povuče iz aktivnog javnog umetničkog života.
Nakon što je baron Kufner preminuo od srčanog udara, 3. novembra 1961. godine, Tamara je prodala većinu svoje imovine i napravila tri putovanja oko sveta brodom. Posle toga, Tamara se seli u Hjuston, kako bi bila sa svojom ćerkom Kizet i njenom porodicom. Dani njene slave su bili nepovratni. Tamara se 1978. godine seli u Kuernavaku u Meksiku. Kizet nakon smrti svoga muža odlazi kod majke. Godine 1980, 18. marta, Tamara je preminula u snu. Bila je kremirana, a pepeo su posuli na vulkanu Popokatepetl, 27. marta 1980. godine, njen prijatelj Viktor Manuel Kontreras i njena ćerka Kizet.

## Izložbe
- od 1922. do 1950. godine, salon d'Automne, The Salon Independent
- 1925. Samostalna izložba, Bottega di Poesia, Milano
- 1926, 1930. i 1931. lične izložbe, Galerie Kolet Veil, Pariz
- 1929. Međunarodna izložba likovnih umetnosti, Poznan, Poljska
- 1932, 1933, 1934, 1935, 1936.: Žene savremenih umetnika (FAM), Pigalle pozorište, Maison de France, Bernheim-Jeune Gallery.
- 1941. i 1942. samostalne izložbe, Julien Levi Galleri, Njujork i Los Anđeles
- 1947. Zimski salon: negde u Evropi
- 1957. Samostalna izložba, Sagittarius Gallery, Rim
- 1961. Retrospektiva, Ror-Volmar Galerija u Parizu, figurativno i apstraktno
- 1972. Retrospektiva, Luksemburg galerija (Alen Blondel i Iv Plantin), Pariz
- 1980. Retrospektiva, Seibu, Tokio, katalog (predgovor za Germain Bazin)
- 1989. Retrospektiva, Museo Nacional de Arte, Meksiko
- 1991. Montreal Museum of Fine Arts, "The 20s, the age of the cities" (kustos Jean Clair)
- 1992. Narodni muzej žena u umetnosti "Žene Umetnici i poljska avangarda"
- 1994. Samostalna izložba Accademia di Francia (Villa Medici), Rim
- 1997. Museum of Art Hiroshima, Japan (Katalog Alain Blondel)[5]
- 2004. Retrospektiva, Royal Academy of Arts u Londonu i Kunstforum Wien, Beč.
- 2006. Retrospektiva, Museum of the Thirty Years, Boulogne-Billancourt, Francuska
- 2006. Retrospektiva, Palazzo Reale, Milano
- 2007. Retrospektiva, Fundacion CaixaGalicia, Vigo, Španija
- 2009. Retrospektiva, Palasio Bellas Artes u Meksiko Sitiju, Meksiko
- 2013. Pinacoteca, Pariz
- 2015. Samostalna izložba, Palazzo Chiablese, Torino

## Nagrade
- 1929. Bronzana medalja na Međunarodnoj izložbi u Poznanu, Poljska

## Spoljašnje veze
- Званични веб-сајт
- Tamara de Lempicka biography
- Biografija